# Lac de l'Ouest (Hanoï)
Le lac de l'Ouest (en vietnamien: Hồ Tây) est un lac situé dans le district de Tay Ho à Hanoï au Viêt Nam. C'est un ancien bras mort du fleuve Rouge. Le lac est le plus étendu d'Hanoï.

## Description
La rive Est du lac possède deux presqu'îles : Yên Phụ et Từ Hoa et une péninsule qui s'avance jusqu'au cœur du lac, avec la pagode Phủ Tây Hồ située à son extrémité. 
La route Thanh Niên (route de la Jeunesse) sépare le lac de l'Ouest au lac de Truc Bach. Lieu très touristique, la Pagode Trấn Quốc, l'une des plus anciennes du Viêt Nam, est construite sur une petite presqu'île donnant sur le lac de l'Ouest
.
La rive Sud-Ouest abrite l'ancien lycée du Protectorat (aujourd'hui collège et lycée Chu Văn An) englobant la villa Schneider, l'une des plus belles villas de l'époque coloniale à Hanoï.  
Autrefois, ses rives étaient dédiées à l'horticulture, à la pêche et à la culture du lotus. Il existe encore de nos jours une activité horticole au nord du lac, dans le village de Nhật Tân. À proximité se trouve le Water park de Hanoï (Rising Sun Park). 
Les pourtours du lac sont parsemés de belles maisons (surtout sur les rives Est et Nord, prisées des expatriés), de cafés, restaurants et de boutiques spécialisées. C'est aussi un lieu de prédilection pour des activités sportives telles que le vélo, la course à pied ou encore le stand-paddle sur le lac.

## Galerie

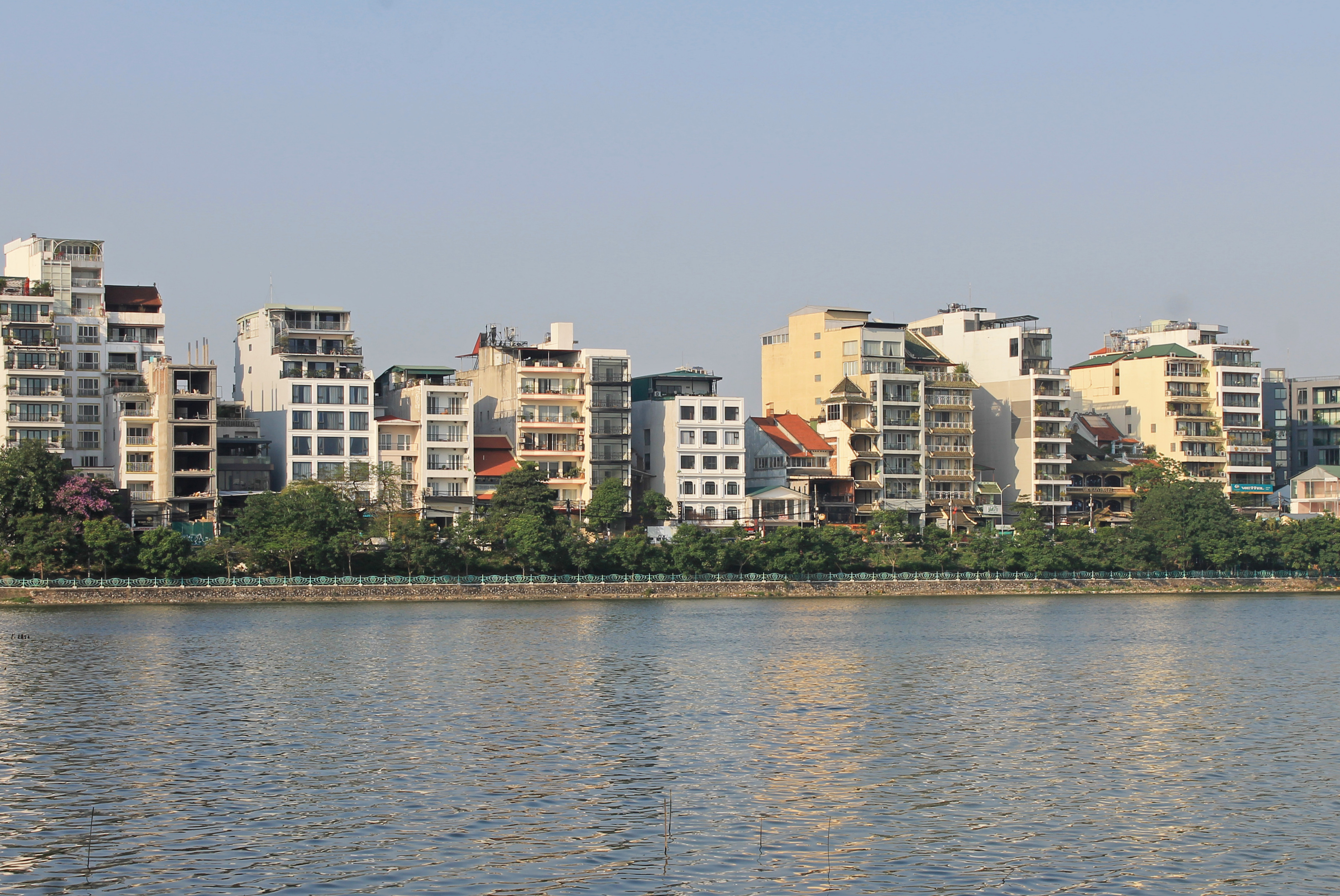
Immeubles cossus du quartier Quang An, rive Est du lac de l'Ouest.
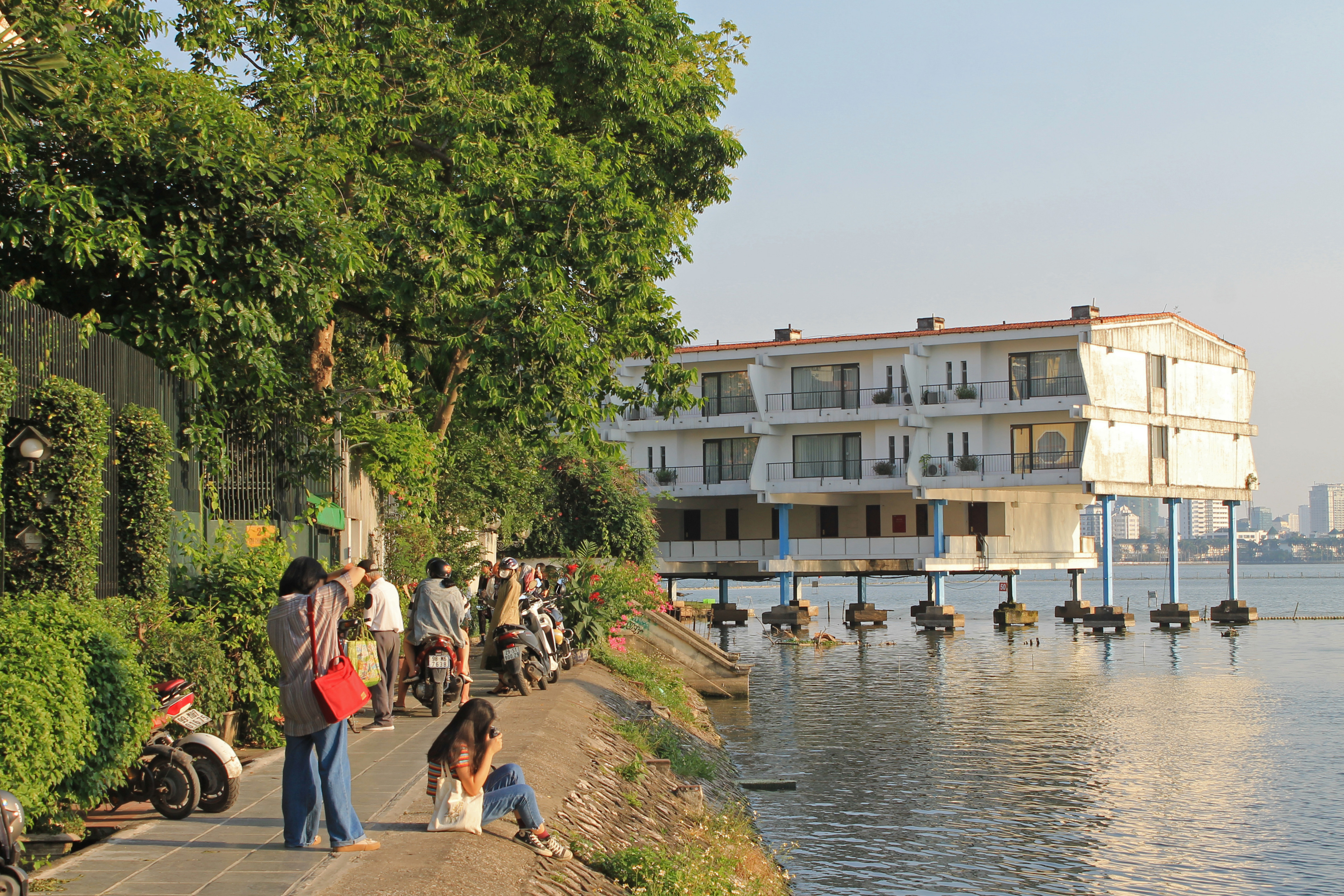
Le lac de l'Ouest vu depuis la presqu'île de Từ Hoa, aux abords de l'hôtel Intercontinental.
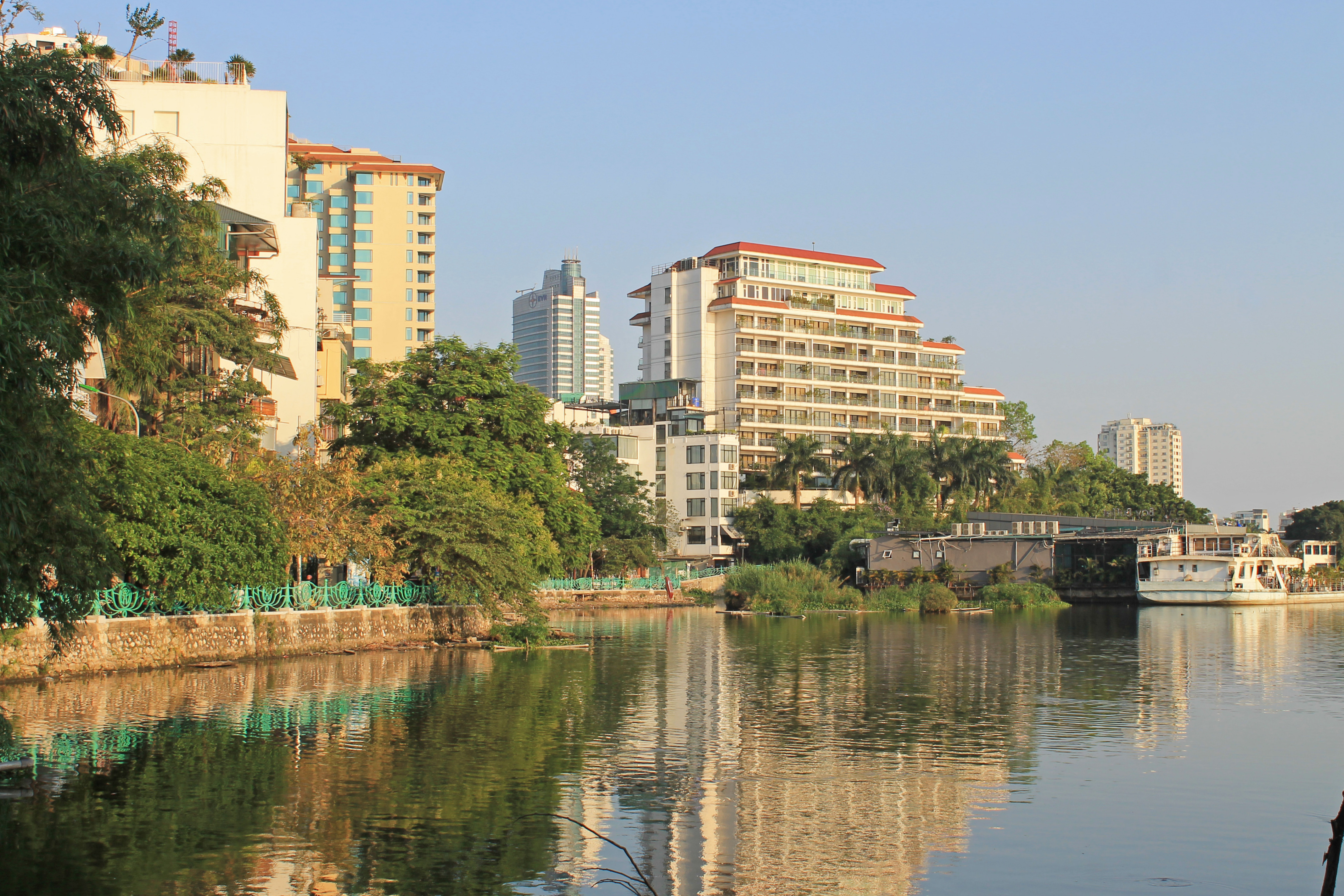
Vue sur le lac au niveau de la rue de Yên Phụ, juste avant le début de la route Thanh Nien.
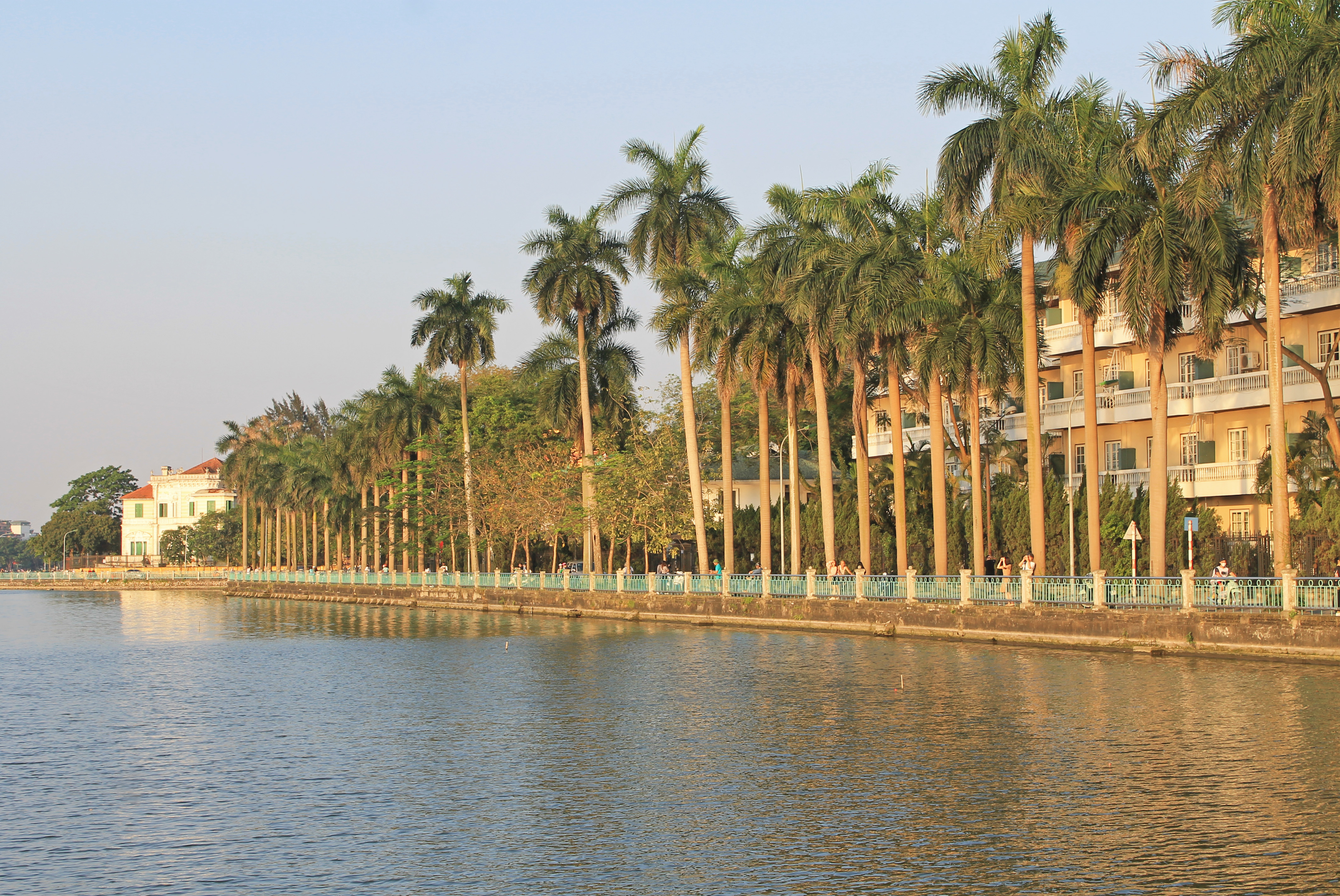
Vue de la corniche Nguyễn Đình Thi, l'une des plus pittoresques du lac de l'Ouest.
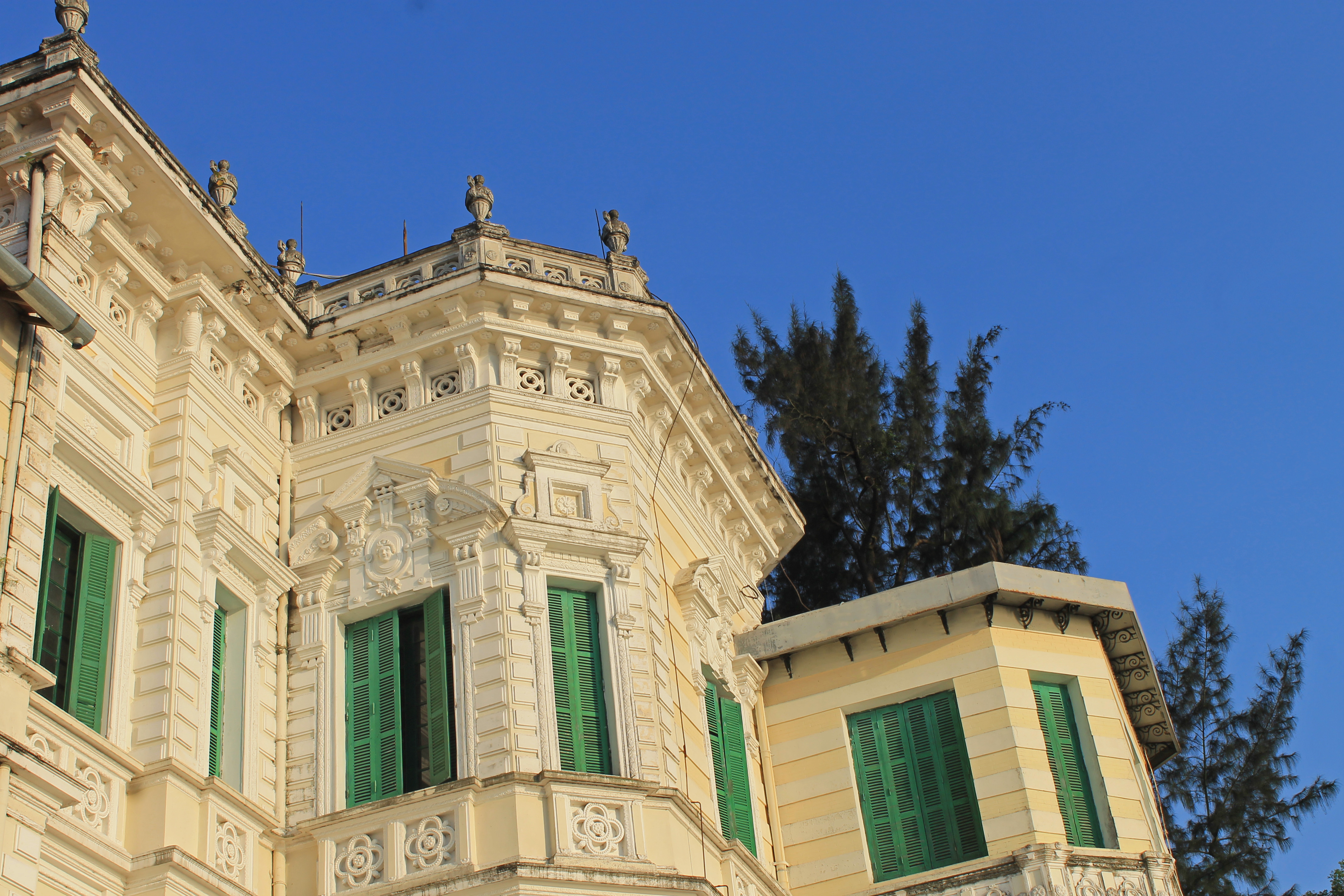
La villa Schneider, l'une des plus belles villas de l'époque coloniale à Hanoï.